# Elezioni generali in Spagna del 1996
Le elezioni generali in Spagna del 1996 si tennero il 3 marzo per il rinnovo delle Corti Generali (Congresso dei Deputati e Senato). Esse videro la vittoria del Partito Popolare di José María Aznar, che divenne Presidente del Governo.

## Risultati

### Congresso dei Deputati
| Liste                                             | Voti       | %     | Seggi |
| ------------------------------------------------- | ---------- | ----- | ----- |
| Partito Popolare                                  | 9 716 006  | 38,79 | 156   |
| Partito Socialista Operaio Spagnolo               | 9 425 678  | 37,63 | 141   |
| Sinistra Unita                                    | 2 639 774  | 10,54 | 21    |
| Convergenza e Unione                              | 1 151 633  | 4,60  | 16    |
| Partito Nazionalista Basco                        | 318 951    | 1,27  | 5     |
| Coalizione Canaria                                | 220 418    | 0,88  | 4     |
| Blocco Nazionalista Galiziano                     | 220 147    | 0,88  | 2     |
| Herri Batasuna                                    | 181 304    | 0,72  | 2     |
| Sinistra Repubblicana di Catalogna                | 167 641    | 0,67  | 1     |
| Partito Andalusista                               | 134 800    | 0,54  | –     |
| Eusko Alkartasuna                                 | 115 861    | 0,46  | 1     |
| Unione Valenciana                                 | 91 575     | 0,37  | 1     |
| I Verdi Europei                                   | 61 689     | 0,25  | –     |
| Unione Aragonese                                  | 49 739     | 0,20  | –     |
| Unione Centrista (Centro Democratico e Sociale)   | 44 771     | 0,18  | –     |
| Unità del Popolo Valenciano - Blocco Nazionalista | 26 777     | 0,11  | –     |
| PSM - Intesa Nazionalista                         | 24 644     | 0,10  | –     |
| Altri <0,10%                                      | 211 523    | 0,84  | –     |
| Voti in bianco                                    | 243 345    | 0,97  | –     |
| Totale                                            | 25 046 276 | 100   | 350   |

### Senato
| Liste                                                   | Seggi |
| ------------------------------------------------------- | ----- |
| Partito Popolare                                        | 112   |
| Partito Socialista Operaio Spagnolo                     | 81    |
| Convergenza e Unione                                    | 8     |
| Partito Nazionalista Basco                              | 4     |
| Coalizione Canaria                                      | 1     |
| Partido Independiente de Lanzarote                      | 1     |
| Agrupación de Electores de Ibiza y Formentera al Senado | 1     |
| Totale                                                  | 208   |